# 3.º governo do Miguelismo
O 3.º governo do Miguelismo, nomeado a 22 de setembro de 1833 e exonerado a 26 de maio de 1834 na sequência da Concessão de Evoramonte.
Não teve presidente, dada a extinção da função de Ministro Assistente ao Despacho a 1 de Julho de 1831, sendo o executivo encabeçado por D. Miguel I de Portugal.
Após a tomada de Lisboa pelos liberais a 24 de julho de 1833, o governo vê-se obrigado a estar constantemente em movimento. Por isso, e por os decretos de nomeação e exoneração não terem sido publicados na Gazeta de Lisboa, a sua constituição é de alguma forma imprecisa, com várias dúvidas sobre alguns dos titulares e das datas em que exerceram. De acordo com as fontes abaixo, a sua provável constituição era a seguinte:
| Cargo                                                                | Detentor | Detentor                                               | Período                                     |
| -------------------------------------------------------------------- | -------- | ------------------------------------------------------ | ------------------------------------------- |
| Secretário de Estado dos Negócios do Reino                           |          | António José Guião (n/d–1836)                          | 22 de setembro de 1833 a 26 de maio de 1834 |
| Secretário de Estado dos Negócios da Marinha e Domínios Ultramarinos |          | António José Guião (interino) (n/d–1836)               | 22 de setembro de 1833 a 26 de maio de 1834 |
| Secretário de Estado dos Negócios da Justiça                         |          | Luís Furtado de Mendonça (interino) (1796–1834)        | 22 de setembro de 1833 a 26 de maio de 1834 |
| Secretário de Estado dos Negócios da Fazenda                         |          | Cândido Figueiredo e Lima (interino) (1782–1851)       | 22 de setembro de 1833 a março de 1834      |
| Secretário de Estado dos Negócios da Fazenda                         |          | António José Guião (interino) (n/d–1836)               | Março de 1834 a 26 de maio de 1834          |
| Secretário de Estado dos Negócios da Guerra                          |          | Conde de São Lourenço (1794–1863)                      | 22 de setembro de 1833 a 26 de maio de 1834 |
| Secretário de Estado dos Negócios Estrangeiros                       |          | Visconde de Santarém (afastado de funções) (1791–1856) | 22 de setembro de 1833 a maio de 1834       |
| Secretário de Estado dos Negócios Estrangeiros                       |          | Conde de São Lourenço (interino) (1794–1863)           | 22 de setembro de 1833 a outubro de 1833    |
| Secretário de Estado dos Negócios Estrangeiros                       |          | Francisco José Vieira (interino) (n/d–n/d)             | Outubro de 1833 a março de 1834             |
| Secretário de Estado dos Negócios Estrangeiros                       |          | António José Guião (interino) (n/d–n/d)                | Março de 1834 a maio de 1834                |
| Secretário de Estado dos Negócios Estrangeiros                       |          | Francisco José Vieira (n/d–n/d)                        | Maio de 1834 a 26 de maio de 1834           |